# María del Carmen Angoloti y Mesa
María del Carmen Angoloti y Mesa (Madrid, 7 de septiembre de 1875-Madrid, 4 de noviembre de 1959), fue una aristócrata española duquesa de la Victoria y condesa de Luchana por su matrimonio con Pablo Montesino Espartero, III duque de la Victoria. Fue dama de la reina Victoria Eugenia de Battenberg desde el 2 de enero de 1911 y dama noble de la Orden de María Luisa. Organizó la actividad de la Cruz Roja española durante la guerra del Rif, fue inspectora general de los hospitales del Marruecos español entre los años 1924 y 1927 y presidenta de los hospitales de la Cruz Roja en España desde 1939.

## Biografía
Era hija de Carmen Mesa y Joaquín Angoloti y Merlo, senador por la provincia de Orense y presidente de la Cámara de Comercio de Madrid. Ingresó en la Cruz Roja en 1913, colaboró en el establecimiento de la red de hospitales de esta institución en España, obteniendo ella misma el título de dama enfermera de la Cruz Roja en 1920. 
En 1921, mientras se encontraba veraneando en San Sebastián, se recibió la noticia de la derrota del ejército español conocida como desastre de Annual. La reina Victoria Eugenia de Battenberg, decidió enviar a Melilla una misión de ayuda de la Cruz Roja encomendándole a María del Carmen Angoloti la dirección de la misma, partiendo inmediatamente hacia dicha ciudad al frente de un grupo de enfermeras. Ya en Melilla y tras un enfrentamiento inicial con el militar al mando de la sanidad, coronel Francisco Triviño, organizó un nuevo centro de atención a los heridos en el que impuso una serie de normas básicas, destacando entre ellas la clasificación y vigilancia de los ingresados en función de la gravedad de sus heridas y no por su grado militar, el control estricto en los postoperatorios, mejoras en la alimentación y vigilancia exhaustiva de la limpieza y antisepsia, muy descuidada en los hospitales militares existentes. La actividad de María del Carmen Angoloti al frente de la Cruz Roja logró abrir dos hospitales en Melilla, el primero de ellos, inaugurado en 1921, disponía de 86 camas, el segundo se abrió en 1922 y contaba con 150 camas. Más tarde se instalaron otros dos hospitales provisionales, uno de ellos en Larache en 1923 y el segundo en Tetuán en 1924.
Con la proclamación de la II República, abandonó España para acompañar a los reyes en su exilio en Roma. Durante la guerra civil española fue detenida por el bando republicano y poco después puesta en libertad. Sin embargo, su marido Pablo Montesino Espartero fue fusilado el 3 de noviembre de 1936. En 1939 fue nombrada presidenta de los hospitales de la Cruz Roja en España, cargo que ostentó hasta poco antes de su fallecimiento ocurrido en 1959.

## Vida personal
Estuvo casada con Pablo Montesinos Espartero, III duque de la Victoria y III conde de Luchana, coronel de caballería.

## Reconocimientos

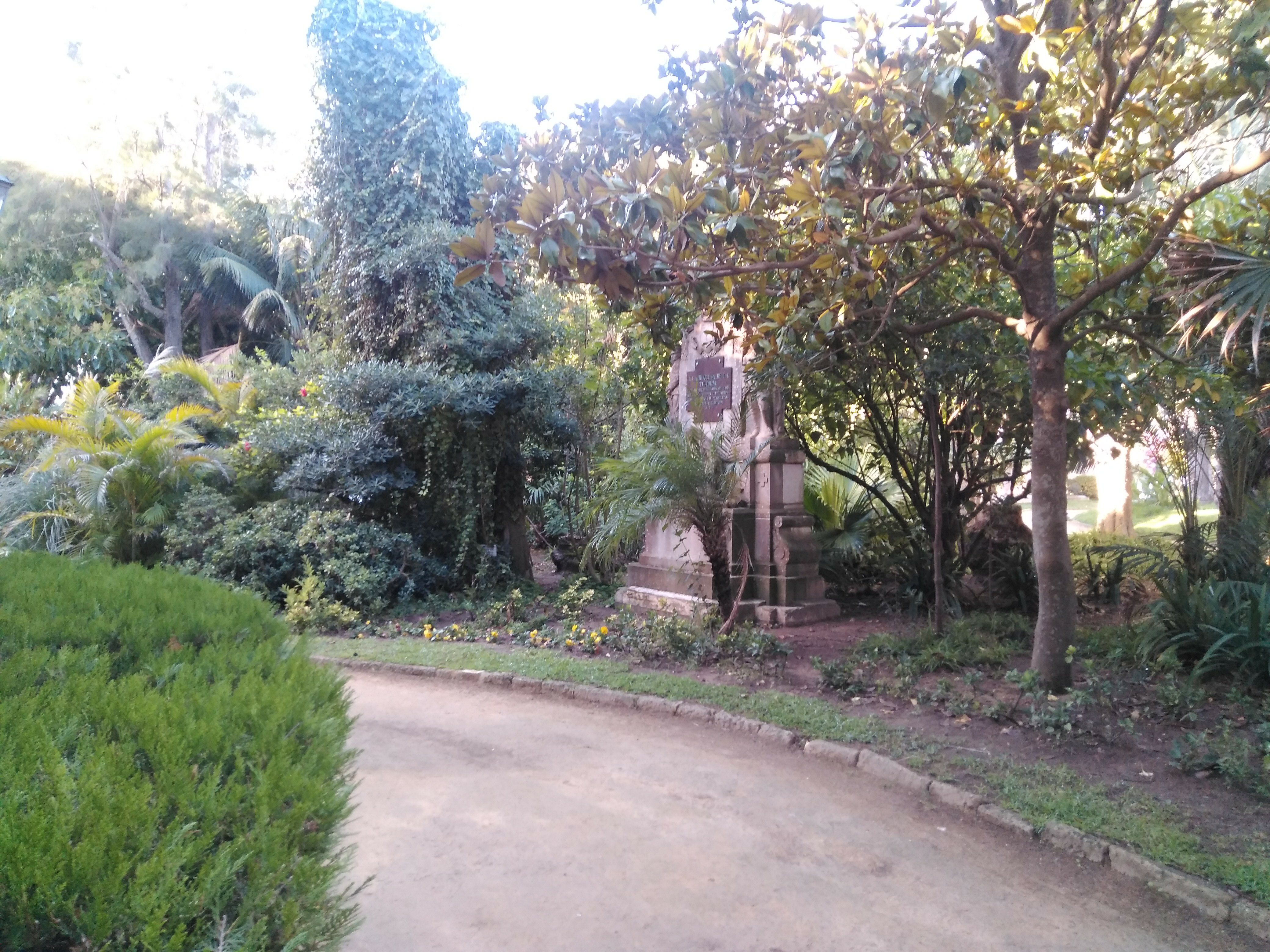
Monumento en Cádiz

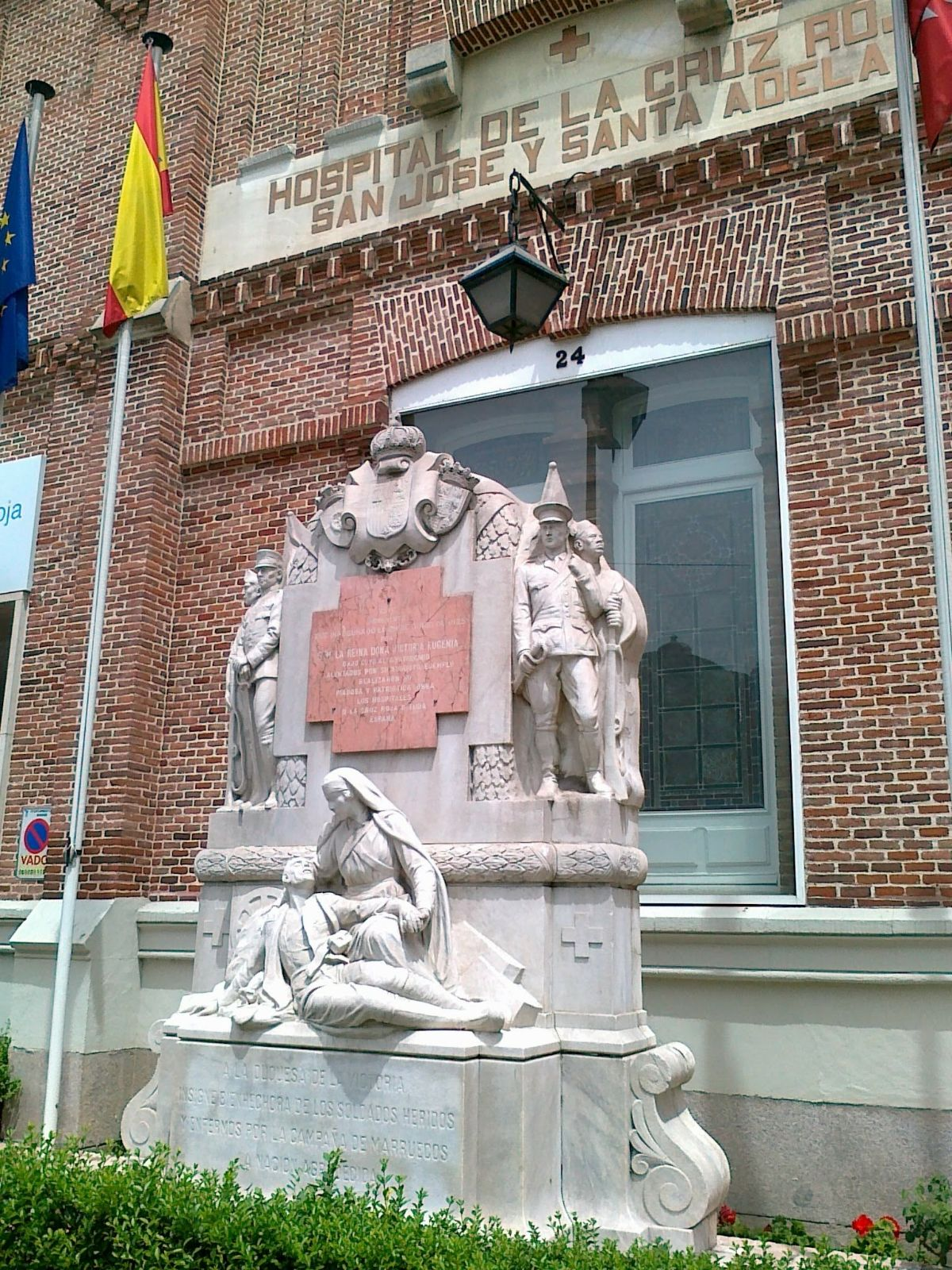
Monumento en Madrid

Destacan los siguientes reconocimientos:
- Cruz de la Orden Civil de Beneficencia con distintivo blanco, otorgada el 22 de noviembre de 1921.
- El político Indalecio Prieto le dedicó estas emocionantes palabras en 1921:

He venido con la Duquesa de la Victoria, única heroína de esta guerra, mujer admirable que curó y consoló a los heridos, amortajó cadáveres, clavó ataúdes. Ella y media docena de damas más son las únicas de entre toda la aristocracia española que luchan en Melilla con el dolor, en jornadas interminables. Las restantes quedáronse ahí, para lucir el uniforme de enfermeras en las solemnidades, para aparecer retratadas en las revistas gráficas. Viene por horas, para volver esta noche a continuar su humanitaria labor, a seguir realizando el milagro de que sus heridos estén mejor atendidos y mejor alimentados que en los hospitales del Estado.

- En el año 1922, se le rindió un homenaje a nivel nacional por la labor que realizó en beneficio de los soldados españoles heridos en el transcurso de la guerra del Rif, a este homenaje se sumó la ciudad de Melilla que impuso su nombre a la calle en la que se encontraba el Hospital de la Cruz Roja. Sin embargo durante la dictadura franquista la calle fue renombrada como General Mola, en homenaje al general faccioso. En 1991 el Ayuntamiento de Melilla decidió que la vía urbana recuperara su antiguo nombre, tras petición de la Asociación Cultural Ateneo de Melilla.
- El Comité Internacional de la Cruz Roja le concedió la Medalla Florence Nightingale por sus méritos en el seno de esta institución.[1]
- Gran Cruz del Mérito Militar con distintivo rojo. Le fue entregada en Sevilla el 27 de noviembre de 1925, por su atención a los heridos de guerra, siendo la primera ocasión en que dicha condecoración le fue concedida a una mujer.
- Monumento en Madrid situado en la Avenida de la Reina Victoria. En él se representa a la duquesa atendiendo a un herido y rodeada por varios militares que simbolizan los cuerpos que intervinieron en la guerra del Rif: Regulares, Policía Indígena, Ejército peninsular y Legión Española.
- Monumento en la ciudad de Cádiz inaugurado en 1925, idéntico al localizado en Madrid.

## Series de televisión
Es una de las principales protagonistas de la serie de Antena 3 Tiempos de guerra, siendo interpretada por Alicia Borrachero.